# Houtskär (ö)
Houtskär (finska Houtskari) är en ö i Finland. Den ligger i Skärgårdshavet och i kommunen Pargas i den ekonomiska regionen  Åboland i landskapet Egentliga Finland, i den sydvästra delen av landet. Ön ligger omkring 51 kilometer väster om Åbo och omkring 190 kilometer väster om Helsingfors. Ön utgjorde huvuddelen av Houtskärs kommun.
Öns area är 30,69 kvadratkilometer och dess största längd är 10 kilometer i öst-västlig riktning.

## Sammansmälta delöar
- Härlot 60°13′52″N 21°19′42″Ö / 60.2312°N 21.3284°Ö
- Näsörarna 60°13′51″N 21°23′06″Ö / 60.23071°N 21.38513°Ö
- Såglot 60°14′00″N 21°19′58″Ö / 60.23346°N 21.33291°Ö

## Klimat
Inlandsklimat råder i trakten. Årsmedeltemperaturen i trakten är 5 °C. Den varmaste månaden är augusti, då medeltemperaturen är 16 °C, och den kallaste är januari, med −6 °C.